# Przyłęk (Garwolin)
Pour les articles homonymes, voir Przyłęk.
Przyłęk (prononciation : [ˈpʂɨwɛŋk]) est un village polonais de la gmina de Sobolew dans le powiat de Garwolin de la voïvodie de Mazovie dans le centre-est de la Pologne.
Il se situe à environ 4 kilomètres au nord de Sobolew (siège de la gmina), 15 kilomètres au sud de Garwolin (siège du powiat) et à 67 kilomètres au sud-est de Varsovie (capitale de la Pologne).
Le village possède approximativement une population de 160 habitants.

## Histoire
De 1975 à 1998, le village appartenait administrativement à la voïvodie de Siedlce.